# Mariano Holguín
Francisco Mariano Holguín Maldonado (Arequipa, 5 maggio 1860 – Lima, 24 dicembre 1945) è stato un arcivescovo cattolico, francescano e politico peruviano.
Vescovo di Huaraz (1904-06) e di Arequipa (1906-45), diocesi quest'ultima che fu elevata ad arcidiocesi nel 1943. Fu amministratore apostolico dell'arcidiocesi di Lina (1930-33) e fu in questa circostanza che presiedette l'assemblea dei notabili prima che si dimettesse la giunta militare del governo presieduto da Luis Miguel Sánchez Cerro, incaricandolo del potere esecutivo per un'ora il 1º marzo 1931, occupando così per breve tempo il posto di presidente della Repubblica Peruviana.

## Biografia

### I primi anni e la diocesi di Huaraz
Figlio di Manuel Holguin e di sua moglie, Manuela Maldonado, Mariano studiò presso il Seminario di San Jerónimo di Arequipa per poi entrare nell'Ordine francescano, unendosi ai missionari di La Recoleta nel 1881. Passato il periodo di professione religiosa, venne ordinato sacerdote il 28 febbraio 1886.
Nel 1891 venne eletto rettore del convento e nel 1899 divenne Commissario provinciale per conto dell'Ordine francescano e dal 1901 fu consulente dell'assemblea episcopale a Lima. Nel 1903 si recò a Roma per prendere conoscenza dell'opera del capitolo generale del suo ordine e mentre ancora si trovava nella Città Eterna, il 2 luglio 1904, venne nominato vescovo di Huaraz. La sua consacrazione avvenne il 16 ottobre successivo a Lima, per mano dell'arcivescovo Manuel Tovar y Chamorro, facendo ingresso solenne nella sua nuova diocesi il 7 novembre di quello stesso anno.

### Vescovo di Arequipa
Il 30 maggio 1906 Mariano Holguín venne promosso al vescovado di Arequipa, di cui prese possesso della sede il 13 novembre di quell'anno, rimanendone a capo sino alla sua morte per un lungo periodo di 39 anni. Durante questi anni egli si impegnò particolarmente a favore delle associazioni laiche in assistenza alla chiesa locale, sviluppando quindi una maggiore attenzione ai problemi sociali del paese. Nel 1896 fondò alcuni circoli cattolici di lavoratori ad Arequipa e nel 1925 partecipò alla creazione dell'azione cattolica arequipeña nonché alla creazione di un'ala separata del carcere locale per dividere uomini e donne detenuti. Difese strenuamente la sua giurisdizione ecclesiastica sulle province di Tacna e Arica, allora sotto il potere del Cile, rifiutandosi di portare avanti il referendum previsto dal Trattato di Ancón. Il vescovo Holguin sostenne fortemente anche alcuni giornali come «La Unión», «La Tradición» e «El Deber».

### Presidente del Perù... per poche ore!
Nel 1931 il vescovo Holguin venne nominato anche amministratore apostolico dell'arcidiocesi di Lima dopo le dimissioni dell'arcivescovo in carica, monsignor Emilio Lissón. Nell'esercitare questa nuova carica egli venne consigliato da José de la Riva Agüero e Osma, e si trovò contestualmente a presiedere anche l'assemblea dei notabili della capitale. Quando si dimise la giunta militare di governo guidata dal tenente colonnello Luis Sánchez Cerro (1º marzo 1931), venne a crearsi un governo provvisorio che pose a capo della presidenza della repubblica proprio Mariano Holguin, che era difatti la più alta carica dello stato in campo politico e religioso. Ad ogni modo la sua posizione "provvisoria" durò soltanto un'ora per adempiere le urgenti formalità che avrebbero consentito lo svolgersi di regolari elezioni.
Abbandonata l'esperienza politica ma avendo accumulato un notevole consenso popolare, nel 1933 Holguin si trovò a concorrere per la cattedra dell'arcidiocesi di Lima contro Pedro Pascual Farfán, non ottenendo però l'approvazione sperata. Egli si dedicò quindi definitivamente all'amministrazione della sua diocesi di Arequipa che, in riconoscimento del suo valido operato per il paese, il 23 maggio 1943 venne elevata al rango di arcidiocesi. Morì a Lima nel 1945.